# Torwood
Torwood est un village situé dans le Falkirk, en Écosse.